# Mortegliano
Mortegliano (in friulano Mortean) è un comune italiano di 4 822 abitanti del Friuli-Venezia Giulia. Deve parte della sua notorietà alla presenza del campanile più alto d'Italia: 113,20 m.

## Territorio
Mortegliano si trova a circa 41 m s.l.m. e si estende per circa 30 km²; è parte degli undici comuni componenti il Medio Friuli. L'area comunale si colloca nella parte più alta della pianura friulana che si allunga fino al mare, e a pochi chilometri a nord della linea delle risorgive, dove le argille e le sabbie fini fanno risalire l'acqua in superficie.
La profondità del terreno e la ricchezza d'acqua consentono e hanno consentito un'ottima fertilità del suolo e raccolti abbondanti che hanno reso l'attività agricola storicamente importante per la popolazione del luogo. Rispetto alla tipica pianura friulana, che è piuttosto povera di vegetazione, questo territorio ha conservato una notevole vivacità paesaggistica e, oltre al consueto aspetto caratterizzato dalla presenza dei campi coltivati, presenta anche ampie aree verdi, soprattutto lungo i terrapieni arginali del torrente Cormor che attraversa l'abitato.
Questo corso d'acqua, infatti, pur solcando un paesaggio rurale improntato a una regolare suddivisione degli appezzamenti, secondo i dettami del riordino fondiario dei primi anni sessanta, arricchisce il territorio di aree interessanti dal punto di vista naturalistico. Anche se a prima vista sembra un fiume di risorgiva, con una portata perenne e una temperatura dell'acqua pressoché costante, in realtà è un corso d'acqua pedemorenico, che ha origine alle pendici dell'anfiteatro morenico dalle acque meteoriche dei rilievi collinari; tuttavia il suo solco è pressoché asciutto per buona parte dell'anno lungo tutta l'alta pianura, tranne che nei periodi di piogge intense.
Proprio per questa sua caratteristica in un opuscolo del 1899 viene così descritto dal Collini: «I tanti stessi regionali non lo conoscono altrimenti che pel burlesco nomignolo di corre e muore (da cui Cormor)».
Nel corso dei secoli l'uomo è dovuto intervenire più volte modificando il corso del Cormor: già nel 1543 furono realizzati i lavori di canalizzazione della roggia di Pozzuolo, che garantendo un apporto d'acqua costante permise l'irrigazione dei campi, così come le successive opere di sistemazione idrica portate a termine nei secoli seguenti. In ogni caso sono stati registrati numerosi straripamenti del Cormor in corrispondenza dell'abitato di Mortegliano: ad esempio fu terribile l'alluvione del 20 settembre 1920 quando il Cormor superata la stretta di Pozzuolo si aprì a ventaglio sommergendo Santa Maria di Sclaunicco, Lestizza, Talmassons e Flumignano.
Tipici del territorio sono i filari di gelsi (morâr) a delimitare gli appezzamenti, un tempo utilizzati per la coltivazione del baco da seta, mentre da secoli la coltivazione del granturco, con i vasti campi di mais, contraddistingue l'economia agricola morteglianese.

## Storia

### Origine del nome e età antica
I primi insediamenti nella zona risalgono probabilmente all'età del bronzo, a cui subentrarono popolazioni celtiche e romane. Il nome Mortegliano, come molti toponimi della zona, è di derivazione romana e riconducibile al nome latino Murtelius, probabile antico colono della zona. Di quest'epoca rimangono alcuni ritrovamenti di anfore e manufatti rinvenuti nel secondo dopoguerra nell'attuale piazza San Paolo in occasione di scavi per le fondamenta di nuovi edifici. Due anfore (risalenti al I o II secolo d.C.) sono conservate presso gli uffici pubblici del Comune.

### Il Medio Evo

#### Il periodo patriarcale
Data la posizione del Friuli, porta di accesso di tutte le principali invasioni avvenute nel Medio Evo, dopo la caduta dell'impero romano il territorio di Mortegliano fu soggetto ai grandi spostamenti di popoli che videro l'entrata in Italia, in diverse ondate, di goti, ostrogoti, longobardi, unni. È certo che l'area morteglianese fu abitata in modo stanziale da genti longobarde, come provato dalle testimonianze archeologiche rinvenute nella vicina frazione di Lavariano e nell'area della Chiesetta di San Nicolò, per poi divenire parte nel VI secolo dei domini del Sacro Romano Impero.
Nel XII secolo Mortegliano, come il resto del Friuli, entrò a far parte dello Stato Patriarcale di Aquileia, un'entità feudale con larga autonomia rispetto al potere imperiale, comprendente oltre che al Friuli, un vasto territorio che nei secoli si estese tra Cadore, Carinzia, Carniola, Stiria e Istria. Il patriarca, nella cui nomina intervenivano il papa e l'imperatore, deteneva sia il potere spirituale, che per investitura feudale imperiale, quello temporale.
Come in altri luoghi del Friuli, al fine di ripopolare le campagne dopo i secoli bui contraddistinti da invasioni, tra le ultime quella degli Ungari, e da cicliche epidemie i Patriarchi ricorsero a immigrazioni forzate di popoli slavi (in taluni casi con la fondazione di nuovi insediamenti, come nel caso della vicina Basiliano). Anche a Mortegliano una significativa presenza di questi nuovi abitanti è testimoniata dalla presenza di un Borc Sclavs, lungo l'attuale via Marconi, dove si riunirono intorno al 1100-1200 le famiglie provenienti dalle terre slave.
La prima citazione storica di Mortegliano risale al 1247, anno in cui viene nominata Mortellanum tra le pievi soggette a tassazione da parte del Patriarca di Aquileia. Tra il X e il XV secolo è ipotizzabile che l'abitato fosse costituito da un nucleo antico, posto nell'area leggermente sopraelevata dell'attuale Piazza San Paolo, sorto intorno ad un edificio di culto dedicato al Santo omonimo, che verrà demolito nel 1490 per far posto ad una chiesa di dimensioni maggiori. Quest'ultima verrà demolita a sua volta nel 1864 per far posto all'attuale duomo.
Il piccolo nucleo urbano originario si costituì presto in un sistema fortificato "a cortina", tipico di molte zone friulane, a protezione della popolazione dalle numerose minacce che si susseguirono per i secoli. Al di fuori di questo nucleo, di limitata estensione, si sviluppava il grosso del villaggio con i campi e le abitazioni della popolazione dedita all'attività agricola.
È presumibile che la creazione di un sistema fortificato ben definito, con mura, torre di avvistamento e fossati, sia riconducibile agli inizi del XII secolo. Nel 1309, nella lotta tra il conte di Gorizia e il Patriarca di Aquileia, bande armate sotto la guida del conte slavo Giovanni Babanic, cognato del conte di Gorizia, entrarono nel paese saccheggiandolo, incendiandolo e conquistandolo. L'incendio e la conquista di Mortegliano fu l'unico fatto di rilievo dell'invasione dei Goriziani nel 1309, che portò il Patriarca Ottobono a fuggire da Udine verso Bologna. La ferocia usata dal Babanic sull'abitato di Mortegliano venne considerata un serio pericolo per il Patriarcato, e spinse Ottobono a trattare un veloce accordo (1310) con il Conte di Gorizia il quale, in cambio di cospicui benefici, venne nominato comandante delle forze del Patriarcato.
Nei decenni successivi i Patriarchi riorganizzarono i domini affidando la giurisdizione di Mortegliano ai conti di Strassoldo (1321) potente famiglia di origine tedesca, residente nell'omonimo complesso fortificato sorto nei pressi dell'antica Aquileia. A più riprese però l'abitato tornò feudo dei Conti di Gorizia, fermamente filo-imperiali, che ciclicamente si contrapposero al potere dei Patriarchi.

#### Il dominio di Venezia e il ruolo delle vicinie
Nel 1420 l'esercito veneziano sconfisse le forze imperiali poste a difesa dell'ultimo Patriarca, Ludovico di Teck. La Serenissima costituì in Friuli un dominio autonomo dei cosiddetti domini di terraferma. L'abitato di Mortegliano rimase anche sotto i veneziani un feudo dei Conti di Gorizia, ma la famiglia Strassoldo continuò ad amministrare parte della vita politica; già a metà del '400 il malcontento dei morteglianesi verso gli Strassoldo sfociò in una lite per ottenere di essere sottoposti alle leggi vigenti nei territori direttamente amministrati dai conti di Gorizia e a più riprese Mortegliano cercò di rendersi quanto più autonoma dalle signorie feudali. Ancora nel 1864 tuttavia, quando si avviarono i lavori di demolizione della Cortina e dalla torre anteposta all'antica chiesa, gli Strassoldo poterono opporsi alla demolizione del manufatto sulla base dei diritti che ancora vantavano sull'abitato.
L'amministrazione di Mortegliano, sia durante il periodo patriarcale che in quello veneziano, godette comunque di ampie dosi di autonomia. Era retta dal sistema delle vicinie: assemblee cui partecipavano i capi famiglia residenti da un certo numero di anni, chiamati a riunirsi con regolarità per decidere sia dei beni della collettività che dei lavori da eseguire. Questi potevano riguardare le opere di difesa del borgo (manutenzione delle fortificazioni) o gli adempimenti necessari a garantire l'utilizzo dei beni collettivi (mantenimento argini e strade, utilizzo delle acque, disboscamenti). Di primaria importanza era la gestione dei territori non coltivati e lasciati boschivi o a pascolo che i vari villaggi rivendicavano per le proprie necessità .Nel 1332 si verificarono forti contrasti con le ville di Castions e Carlino, soggette al Capitolo di Aquileia e ai signori di Castello, per rivendicazioni reciproche di territori e pascoli, mentre a Sud dell'attuale napoleonica a lungo sopravvisse una vasta area incolta assegnata ai morteglianesi per la legna e la caccia nominata Paludo di Mortegliano.

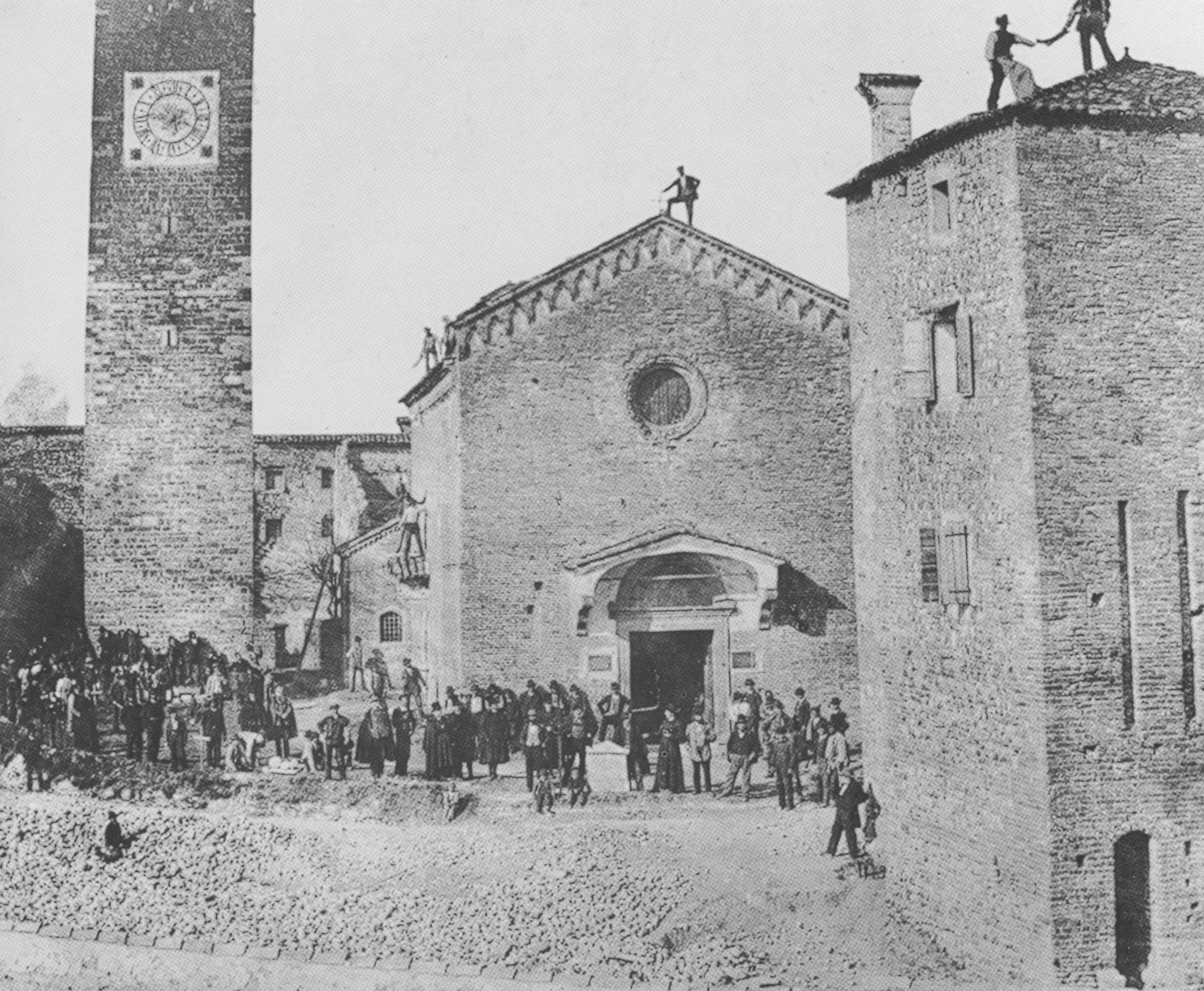
1864 Demolizione della quattrocentesca chiesa di San Paolo e di parte della cortina fortificata

Le vicinie durarono per secoli, e si riunirono fino al XIX secolo. Almeno a partire dal 600 sono testimoniate a Mortegliano ben tre vicinie referenti ai Borghi cittadini: la vicinia del Borg Suvie, tra l'attuale piazza Verdi e via Udine, la vicinia del Borg di Sore, la più recente lungo l'attuale via Cavour e la Vicinia dei Borg Sapôc e Sclavs (Borghi Sottopozzo e degli Slavi), che si riunivano congiuntamente, facente riferimento alle attuali via Roma e Marconi. Nel caso di decisioni di grande importanza tutte e tre le vicinie si riunivano in assemblea generale sotto alla guida del Decano (o Degano) eletto a rappresentanza dell'intera comunità.

#### L'assedio turco del 1499 e i secoli successivi
Nel 1477 i turchi assediano per una prima volta l'abitato causando profondi danni. Nel 1411 infatti la Cinta muraria trecentesca era stata demolita dagli Udinesi in guerra contro Cividale e probabilmente non più adeguatamente ricostruita, rendendo il paese particolarmente vulnerabile agli attacchi. Questo primo assedio portò gli abitanti a rinforzare le difese murarie della cortina.
Il 3 e 4 ottobre 1499 i Turchi assediarono nuovamente l'abitato. Avvisati dal suono delle campane i morteglianesi si riversarono nell'area fortificata, pronti questa volta a non cedere alle orde turchesche. Narrano le cronache che chi non potendo offrire utile contributo alla battaglia si riversò nell'antica chiesa di San Paolo, contribuì con la preghiera, affinché la Madonna proteggesse l'abitato e i suoi abitanti e facendo voto alla Vergine Maria qualora il villaggio fosse scampato alla prova. Vuoi per l'eroismo degli abitanti sugli spalti, vuoi per l'invocata protezione celeste, Mortegliano resistette, a differenza di molti centri dalla bassa friulana, all'assedio. Trenta furono i morti tra i morteglianesi, ventinove uomini e una donna, di cui si conservano ancora i nomi.
I superstiti vollero onorare il voto alla Madonna e l'eroicità dei caduti realizzando la Pala del Martini, uno dei capolavori dell'arte lignea del Friuli, realizzata dall'artista udinese Giovanni Martini. Non mancarono per la creazione di un così prezioso manufatto lungaggini e controversie legate anche all'importante spesa necessaria, al cui costo contribuirono volontariamente le famiglie di Mortegliano.
La pala, completata nel 1526 e destinata a decorare l'altare maggiore della chiesa di San Paolo, rappresenta il capolavoro di Giovanni Martini: è l'altare ligneo più grande del Friuli, alto 5 metri e con oltre 60 statue raffiguranti scene della vita di Maria, dalla crocifissione di Gesù, passando per la dormizione e ascensione della Vergine in cielo. Smontata e rimontata nella nuova chiesa della Santissima Trinità nel 1650, la pala venne poi traslata negli anni '20 del '900 nell'attuale duomo dove si conserva ancora oggi.
Seguirono nel '500 e nel '600 numerose guerre e pestilenze combattute da parte della Repubblica Veneziana sul suolo del Friuli che prostrarono una popolazione povera e prevalentemente dedita all'attività agricola, ma in costante crescita. È della metà del 1600 l'edificazione della nuova e grande chiesa parrocchiale, dedicata alla Santissima Trinità nell'attuale piazza Verdi, e la costruzione negli stessi anni da parte dei Conti di Varmo di una villa di campagna, che contribuì a inurbare l'area a nord dell'abitato lungo l'attuale via Cavour.

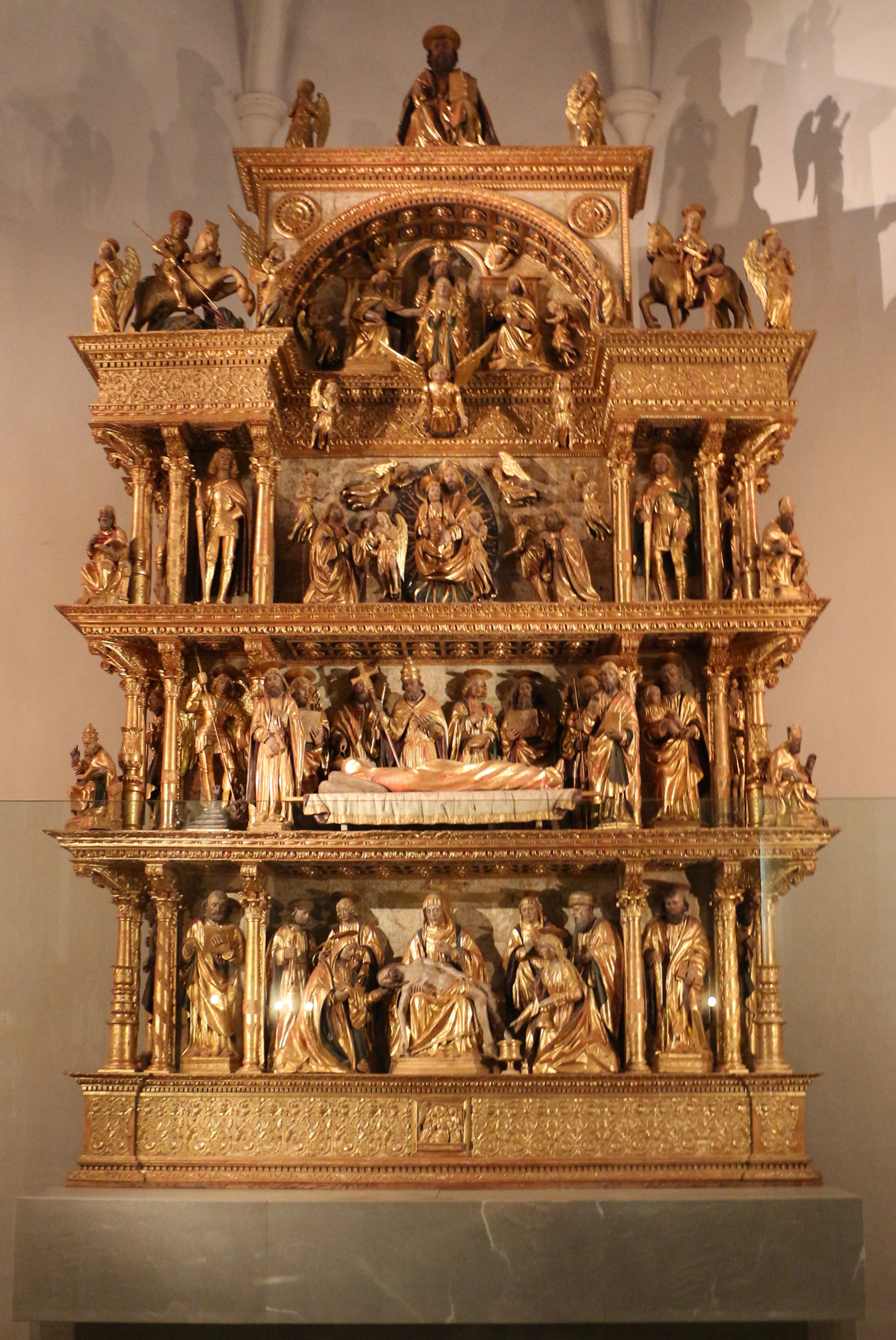
Pala di Giovanni Martini, 1526.

Venezia governò l'area per quasi quattro secoli fino al 1797, quando Mortegliano venne dapprima assoggettata all'impero austriaco, in base al trattato di Campoformido, quindi annessa al breve Regno d'Italia istituito da Napoleone (1805-1814), che l'assegnò all'interno del neo costituito mandamento di Passariano.
La caduta di Napoleone coincise con il ritorno degli austriaci fino all'annessione al Regno d'Italia dei Savoia nel 1866 con la terza guerra di Indipendenza. È di questi anni l'idea di dotare il paese di una nuova e grandiosa costruzione destinata a offrire un luogo di culto degno a una popolazione in crescita e portare lustro e prestigio agli abitanti: il duomo la cui costruzione si protrarrà per oltre cinquant'anni.

### Mortegliano nel 900

#### Prima guerra mondiale e battaglia di Mortegliano
La prima guerra mondiale vide Mortegliano in prima linea sul fronte militare essendo posizionata nelle retrovie del fronte austriaco; nel 1915 venne individuata per ospitare il primo Comando della III Armata e più volte durante il conflitto il re d'Italia Vittorio Emanuele III e il Duca e la Duchessa d'Aosta sostarono a Mortegliano, ospiti della famiglia di industriali Brunich proprietari della principale filanda lungo la via Roma.
Fu nel 1917, durante la ritirata di Caporetto, che la guerra entrò violentemente nell'abitato. Il 30 ottobre del 1917 cruenti combattimenti coinvolsero Mortegliano all'nterno della più nota battaglia di Pozzuolo, resasi necessaria per rallentare l'avanzata austriaca e permettere alla III Armata di attraversare il fiume Tagliamento, e riorganizzare la difesa (successivamente i comandi ripiegheranno sulla linea del Piave). Molti abitanti, soprattutto donne e bambini, fuggirono all'arrivo degli austriaci, prima che i ponti sul torrente Cormor venissero fatti saltare per rallentare ulteriormente l'avanzata.
La battaglia a Mortegliano coinvolse in particolare l'attuale via Udine, porta di accesso dell'abitato da Est, dove i soldati e la popolazione rimasta in loco resistettero per diverse ore facendo fuoco dalle case e dai magazzini costeggianti la via sulle avanguardie austriache.
I colpi di mortaio austriaci colpirono pesantemente alcune abitazioni (come le case Gattesco e Garzitto) che vennero completamente distrutte. Solo dopo lunghi combattimenti gli austriaci riuscirono ad aggirare le difese e, impossibilitati a procedere per la via Udine, sfondarono nella piazza principale del paese (oggi piazza Verdi) passando per gli orti retrostanti. Le perdite nella battaglia di Mortegliano tra i due schieramenti sono stimate tra i 300 e i 400 caduti.
Tornata la pace, nel 1919 il Duca d'Aosta Emanuele Filiberto di Savoia inaugurava a Mortegliano il monumento presso il cimitero per onorare le decine di soldati morteglianesi caduti nelle trincee della prima guerra mondiale. Una lapide bronzea è stata posta più recentemente a ricordare anche i caduti austriaci.

#### Il periodo tra le due guerre e la seconda Guerra Mondiale

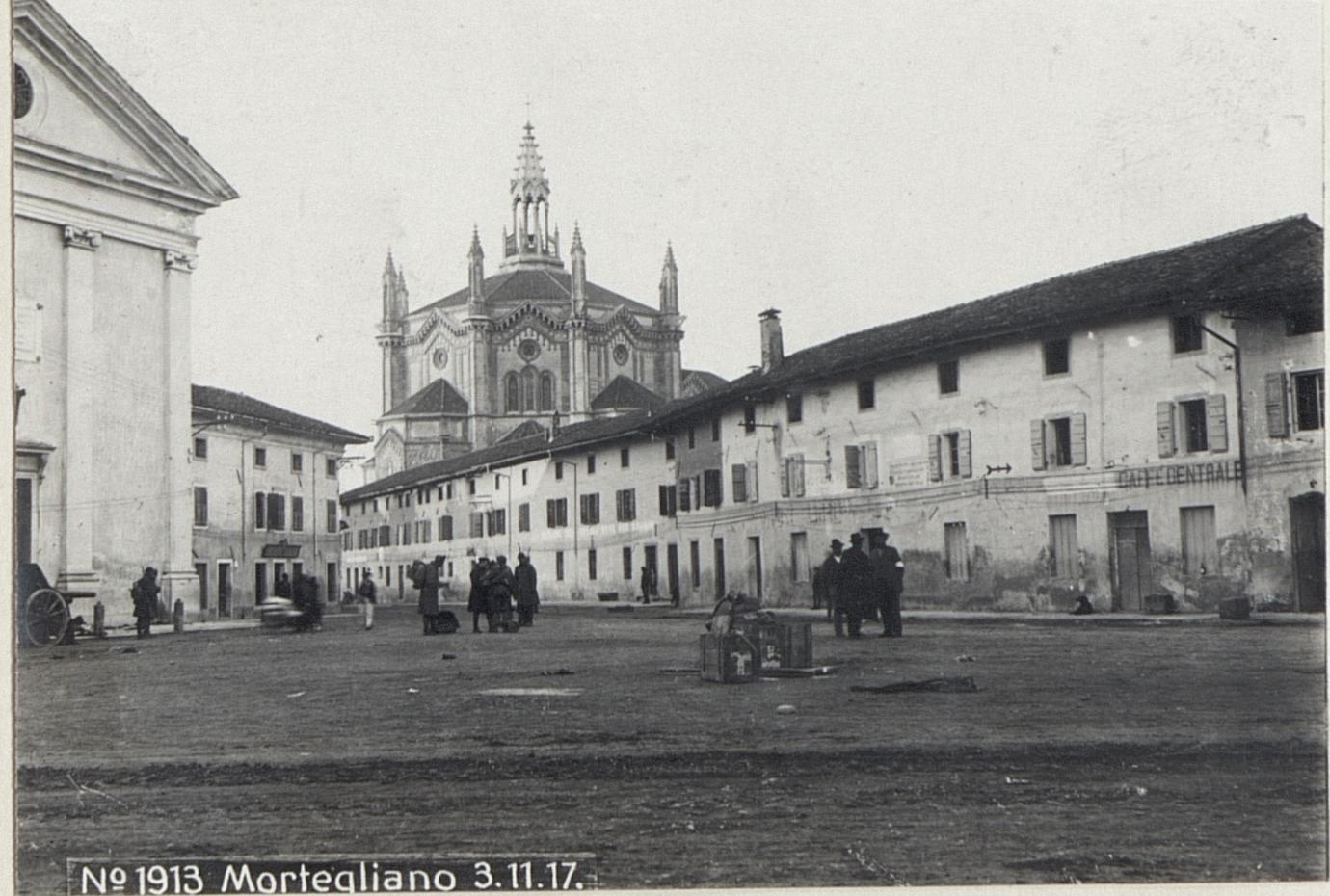
La piazza Vittorio Emanuele II (oggi piazza Verdi) il 3/11/1917 sotto occupazione austriaca

Nel 1920, anche a causa dei ritardi della guerra, viene finalmente inaugurato il duomo. A prestigio dell'intera comunità la parrocchia di Mortegliano viene elevata al rango di arcipretura e il parroco in sede, in base al Breve apostolico di papa Pio XI del 6 febbraio 1932, può da quel momento fregiarsi del titolo di monsignore arciprete e godere degli attributi spettanti ai Prelati d'Onore di Sua Santità. Il cantiere del duomo proseguirà per l'arredo degli interni fino agli anni '50 del XX secolo, le pregevoli opere marmoree come l'altare e il pulpito verranno realizzati dal marmista Davide Paroni, figura rilevante della comunità morteglianese degli anni '40 e '50, fondatore e direttore a Mortegliano della scuola di disegno professionale.
Durante la parentesi del ventennio fascista (1922-1943) inizia la transizione da un paese fortemente agricolo verso una società più urbanizzata ed operaia. Vengono inaugurati l'asilo infantile, il cinema parrocchiale, la scuola professionale di disegno e il nuovo municipio.
La ricerca di fortuna spinge molti morteglianesi (e friulani) ad emigrare, alcuni verso il lontano Sudamerica, altri nei nuovi centri urbani creati a seguito delle bonifiche del fascismo. Una nutrita comunità di Morteglianesi emigrerà nella nuova città di Arborea in Sardegna (già Mussolinia) oggi gemellata con Mortegliano a ricordo di questo legame tra le due comunità. Ulteriori ondate emigratorie si avranno nel dopoguerra verso il Belgio e la Svizzera.
Durante la seconda guerra mondiale la presenza del campo di volo di Lavariano rese il territorio di Mortegliano oggetto di numerosi bombardamenti. Morteglianesi caddero in particolare sui fronti della Grecia, dell'Africa e della Russia.
Medaglie d'argento al Valor Militare verranno conferite ai morteglianesi Lionello Barbina, aviatore (1916 -1943) e ai fratelli partigiani Gino Lizzero (1917-2007) e Mario Lizzero (1913-1994), quest'ultimo nel dopoguerra sarà a lungo deputato del PCI. Alto fu il contributo di molti morteglianesi nella resistenza partigiana, tra questi Addo Mosanghini (1916-2017) fondatore dell'unità locale della divisione Osoppo, e Faustino Barbina (1900-1982) commissario politico della Divisione Osoppo, e successivamente deputato per la Democrazia Cristiana.

#### Il secondo dopoguerra e l'età contemporanea

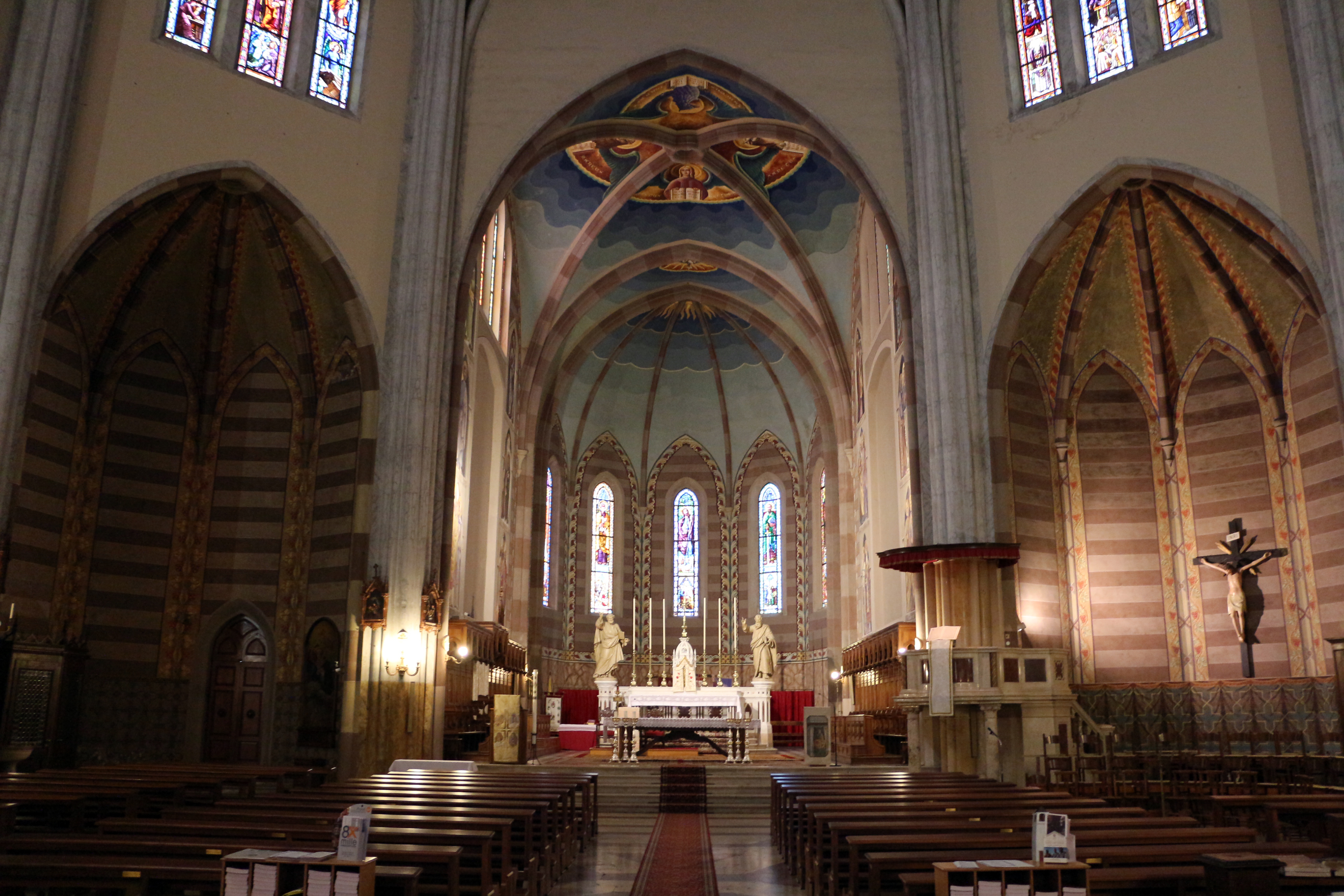
Interno del Duomo di Mortegliano

Negli anni del dopoguerra il Comune verrà retto ininterrottamente dal partito della Democrazia Cristiana fino al 1990 incontrando, come tutta l'area del Nord Est italiano, un periodo di stabilità e di crescita economica.
Sono soprattutto legate alla parrocchia le principali edificazioni del secondo dopoguerra, con la realizzazione della Casa della Gioventù in piazza del Duomo, e soprattutto con l'edificazione del Campanile, principale simbolo odierno di Mortegliano, realizzato a partire dal 1956, con l'utilizzo, per i tempi audace, del cemento armato.
Nel 1976 viene fondata dal cappellano, don Adriano Piticco, l'emittente radiofonica di ispirazione cattolica Radio Mortegliano, destinata col tempo a coprire gran parte del territorio friulano.
Negli ultimi decenni diversi morteglianesi si sono distinti nella vita civile e sportiva: tra questi Ezio Pascutti (1937-2017) calciatore della nazionale italiana e Virginio Pizzali, ciclista, la cui squadra vinse la medaglia d'oro nel 1956 alle Olimpiadi di Melbourne.
Nella letteratura e teologia numerosi riconoscimenti ha raccolto il morteglianese mons. Vittorino Canciani, canonico della Città del Vaticano, mentre grande notorietà ha raggiunto in Friuli il cantante e poeta friulano Dario Zampa, autore e presentatore di numerose trasmissioni televisive a livello locale.
Mortegliano è diventata nota in tutta Italia dopo la grandinata avvenuta la sera del 24 luglio 2023 (tra le 21:00 e le 21:30). Il fenomeno atmosferico ha causato danni per circa 80 milioni di euro.

### Simboli
Lo stemma è stato con DCG del 1º marzo 1939 e si presenta come uno scudo sannitico di rosso, a due fasce d'argento, con ornamenti esteriori da Comune.
Il gonfalone, concesso con regio decreto del 27 dicembre 1938, è un drappo partito di bianco e di rosso.

## Monumenti e luoghi d'interesse

### Architetture religiose
- Duomo di Mortegliano: in stile neogotico è un edificio a pianta centrale progettato nel 1864 dall'architetto udinese Andrea Scala, all'interno trova collocazione la Pala del Martini, opera in legno dorato risalente al 1526.

- Campanile di Mortegliano: è considerato il simbolo del paese. Fu eretto tra il 1957 ed il 1959 dall'architetto udinese Pietro Zanini e costruito interamente in cemento armato. Inaugurato dal patriarca di Venezia Giovanni Urbani il 20 settembre del 1959, il nuovo campanile, con i suoi 113,20 m è il più alto d'Italia (superando di circa un metro il torrazzo di Cremona) e figura tra i più alti d'Europa.

- Chiesa della Santissima Trinità: inaugurata nel 1655 è stata titolare della parrocchia fino all'edificazione del Duomo. Caduta in disuso dagli anni 20 e per decenni utilizzata come deposito, è stata riaperta al culto nel 1971 da Mons. Faustino di Benedetto, e restaurata dal successore mons. Pietro Antares. Sia gli affreschi della volta dell'artista Pietro Venier che l'altare maggiore, del gemonese Sebastiano Pischiutti, risalgono ai decenni a cavallo tra XV e XVI secolo.

- Chiesetta campestre di San Nicolò de Arnaces o Urnaces (riferito ai ritrovamenti nell'area di urne funerarie romane): sorge sulle rovine di antiche dimore e, verosimilmente, fu edificata dopo il VI sec. ai tempi dei Longobardi. Durante il Medioevo fu adibita a lazzaretto; distrutta al tempo degli Ungari fu ricostruita dopo l'anno Mille e con Ottone II, che ne introdusse il culto dedicato a S. Nicolò. È stata infine sopralzata e ampliata nella seconda metà del XVI secolo.

### Architetture civili
- Villa dei Conti di Varmo: esempio di villa di campagna risalente alla fine del 1600. Abitata da un ramo della famiglia di Varmo -San Daniele Pers fino ai primi decenni del XX secolo, è dal 1988 di proprietà del comune e sede della biblioteca comunale. Nel vasto parco negli anni 60 e 70 sono state realizzati edifici civili e sportivi per la collettività. Conserva all'interno pregevoli affreschi settecenteschi a decorazione dei soffitti delle sale di rappresentanza, nonché i ritratti di molti esponenti della famiglia di Varmo - San Daniele Pers.

- Canonica e casa parrocchiale: risalente al 700 e sita in Piazza San Paolo di fronte al Duomo, rappresenta un esempio ben conservato di edificio residenziale del XVI secolo destinato a ospitare i sacerdoti morteglianesi. Recentemente restaurata, conserva all'interno vedute affrescate del borgo nel XVI secolo.

## Amministrazione e società

### Evoluzione demografica
Abitanti censiti

### Stranieri
Al 31 dicembre 2022 gli stranieri residenti nel comune erano 338, ovvero il 7,0% della popolazione. Di seguito sono riportati i gruppi più consistenti:
1. Romania 106
2. India 32
3. Ucraina 28
4. Albania 16
5. Marocco 13
6. Bosnia-Erzegovina 12

### Lingue e dialetti
A Mortegliano, accanto alla lingua italiana, la popolazione utilizza la lingua friulana. Ai sensi della deliberazione n. 2680 del 3 agosto 2001 della Giunta della Regione autonoma Friuli-Venezia Giulia, il Comune è inserito nell'ambito territoriale di tutela della lingua friulana ai fini della applicazione della legge 482/99, della legge regionale 15/96 e della legge regionale 29/2007.
La lingua friulana che si parla a Mortegliano rientra fra le varianti appartenenti al friulano centro-orientale.

### Amministrazione civile
| Nome            | In carica      | Area di riferimento  |
| --------------- | -------------- | -------------------- |
| Igino Gattesco  | 1948-1960      | Democrazia Cristiana |
| Lino Comand     | 1960-1970      | Democrazia Cristiana |
| Luigi Beltrame  | 1970-1990      | Democrazia Cristiana |
| Eddi Gomboso    | 1990-2009      | Centrosinistra       |
| Alberto Comand  | 2009-2019      | Centrodestra         |
| Roberto Zuliani | 2019-in carica | Centrosinistra       |

## Economia
L'attività prevalente è stata da sempre l'agricoltura, con un elevato numero di proprietari terrieri di appezzamenti di piccoli dimensioni; non mancavano nel paese attività artigianali, come la lavorazione del legno e dei metalli, Successivamente a partire dal primo novecento si svilupparono le prime industrie legate all'industria della seta e delle materie prime (legno, cartiere).

Oggi è un centro a prevalente carattere residenziale.

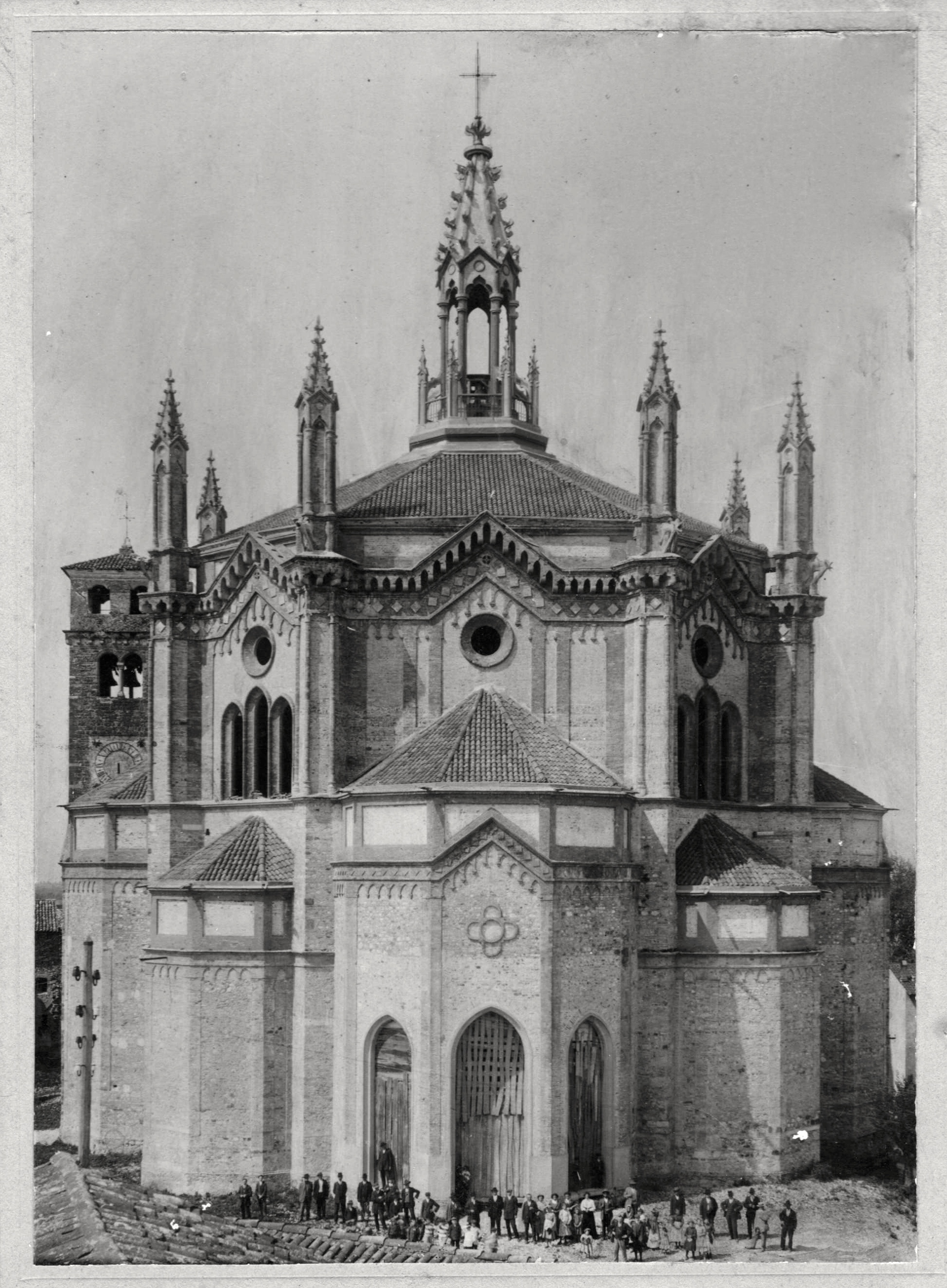
Duomo di Mortegliano in costruzione nei primi decenni del XX secolo

## Arcipreti del Duomo di Mortegliano
| Titolo    | Nome                  | In carica           |
| --------- | --------------------- | ------------------- |
| Don Mons. | Leonardo Palese       | 1911-1926 1926-1938 |
| Mons.     | Olivo Comelli         | 1938-1948           |
| Mons.     | Valentino Buiatti     | 1948-1959           |
| Mons.     | Faustino Di Benedetto | 1960-1972           |
| Mons.     | Pietro Antares        | 1972-1995           |
| Mons.     | Giuseppe Faidutti     | 1996-in carica      |

## Santo patrono e feste
Il santo patrono di Mortegliano, San Paolo, si festeggia il 25 gennaio. Dagli anni '90 del '900 è stato istituito il premio "Sigillo d'oro di San Paolo" per premiare personalità e associazioni morteglianesi che abbiano rappresentato un esempio per la comunità o abbiano dato lustro con le loro attività e le loro azioni a Mortegliano.
A settembre si svolgono i festeggiamenti settembrini, che notoriamente chiudono l'estate e il lungo periodo di feste e sagre estive che caratterizza la zona del medio Friuli.

## Tradizioni

### La blave di Mortean
Il motto blave di Mortean (letteralmente "granturco di Mortegliano"), fa erroneamente riferimento a una supposta varietà di granoturco coltivata nella zona.
Il modo di dire deriva dal fatto che nell'800 il terreno particolarmente adatto a questa coltivazione procurò ai proprietari fondiari di questa zona discreti capitali che questi prestavano a usura ai contadini di zone più povere della bassa pianura friulana. La blave rappresentava quindi, con il suo color giallo, il denaro che questi prestavano e per estensione veniva attribuito agli abitanti del centro identificati come usurai e gente di cui diffidare; il termine era infatti usato in modo spregiativo. Con il trascorrere degli anni e il venir meno della prevalenza della cultura contadina il significato originale si è perso e oggi non mantiene più quel carattere di negatività delle origini.
Oggi "la blave di Mortean" è una varietà di farina di grande qualità, prodotta secondo un rigido disciplinare degli appartenenti al consorzio di produttori, e prodotta sul territorio di Mortegliano. Caratterizzata da eccellenti proprietà organolettiche è molto ricercata dall'industria culinaria locale.

### Il canto di Mortegliano
Mortegliano possiede un canto, scritto in lingua friulana nei primi del '900 dal cappellano dell'epoca, che ben descrive la realtà del paese degli inizi del XX secolo: 

## Gemellaggi
- Arborea[senza fonte]

## Sport

### Calcio
Nella frazione omonima ha sede il Chiasiellis, società calcistica femminile che ha militato più volte nella massima serie. È presente anche una società calcistica maschile, il Lavarian Mortean Esperia, che attualmente milita in Promozione.

### Ciclismo
Il comune è stato punto di partenza della 19ª tappa (Mortegliano-Sappada) del Giro d'Italia 2024.